# Hadruroides graceae
Espèce
Hadruroides graceae est une espèce de scorpions de la famille des Caraboctonidae.

## Distribution
Cette espèce est endémique de la région d'Ancash au Pérou. Elle se rencontre vers Huarmey de 89 à 157 m d'altitude.

## Description
Le mâle holotype mesure 32,0 mm et la femelle paratype 35,2 mm, les mâles mesurent de 29,1 à 34,5 mm et les femelles de 34,6 à 37,9 mm.

## Étymologie
Cette espèce est nommée en l'honneur de Grace Servat.

## Publication originale
- Ochoa & Prendini, 2010 : The genus Hadruroides Pocock, 1893 (Scorpiones, Iuridae), in Peru : new records and descriptions of six new species. American Museum of Natural History, no 3687, p. 1-56 (texte intégral).